# TOKKO
TOKKO (特公?) è un manga giapponese da cui è stato tratto un anime diretto da Masashi Abe, animate da AIC Spirits e Group TAC per un totale di 13 episodi. Il manga è stato pubblicato anche negli USA grazie a Manga Entertainment, dove il primo volume è stato pubblicato nel marzo 2007. In Italia i diritti del manga sono stati acquistati dalla Panini Comics, che ha annunciato la data di uscita per il febbraio 2016, raccogliendo i tre Tankōbon originali in due volumi.

## Trama
Durante un'epoca remota è stata creata una scatola che può donare a chi l'apre l'immortalità, ma nel contempo apre anche la porta dimensionale dove vivono dei demoni.  In un primo tentativo esattamente 108 demoni furono liberati e assorbiti da 108 frammenti e sparsi per tutta la regione. Se venissero raccolti tutti i frammenti il portale si aprirebbe nuovamente causando la distruzione della terra. Un ragazzo che si chiama Ranmaru vive con la sua giovane sorella, Saya. Essi si sono trasferiti in Machida (una città vicino a Tokyo). Qui i loro genitori vengono brutalmente uccisi e il ragazzo giura di riuscire a vendicarli. Per tale motivo si iscrive nella speciale truppa prima divisione chiamata anche TOKKI. In seguito incontra una ragazza membro ufficiale della divisione, sente delle storie al riguardo della loro squadra sul fatto che non fossero umani. Investigando scopre che tutti i membri della seconda sezione, TOKKO da qui il nome dell'anime,  hanno un tatuaggio, che li identifica come parassiti di alcuni dei 108 demoni,  questi esseri possono essere malvagi o buoni, e soltanto loro possono uccidere gli altri esseri demoniaci grazie alla loro forza smisurata. I protagonisti devono quindi distruggere tutti i 108 demoni prima che si possa creare di nuovo il portale.

## Personaggi
- Ranmaru Shindo, uno dei sopravvissuti al massacro di Machida, si è iscritto nell'organizzazione TOKKO per vendicare i suoi familiari, in seguito scopre che gli autori degli omicidi sono i mostri. Soffre di disturbi dovuti al trauma avuto in passato. Possiede anche lui un tatuaggio che lo rende uno dei soggetti che ospita un demone dentro il suo corpo, si trova su braccio destro e quando si risveglia ne appare un altro sulla schiena. I mostri (chiamati fantasmi) hanno ricevuto l'ordine di ucciderlo, con l'aiuto di Sakura, sua collega, riesce sempre a difendersi.
- Sakura Rokujo, una dei sopravvissuti al massacro di Machida. Lavora per TOKKO nella divisione di Shibuya, porta con sé una spada enorme Precinct.

## Sigle
Sigla di apertura
- Nothing di dB

Sigla finale
- Sherry di dB

## Colonna sonora
La colonna sonora di TOKKO è stato diffuso il 28 giugno 2006, nei negozi giapponesi e anche in America e nell'Europa. Include 11 tracce senza le sigle iniziali e finali.